# La Cadière-d'Azur
 La Cadière-d'Azur  (en occitano La Cadiera) es una población y comuna francesa, que se encuentra en la región de Provenza-Alpes-Costa Azul, departamento de Var, en el distrito de Toulon y cantón de Le Beausset.

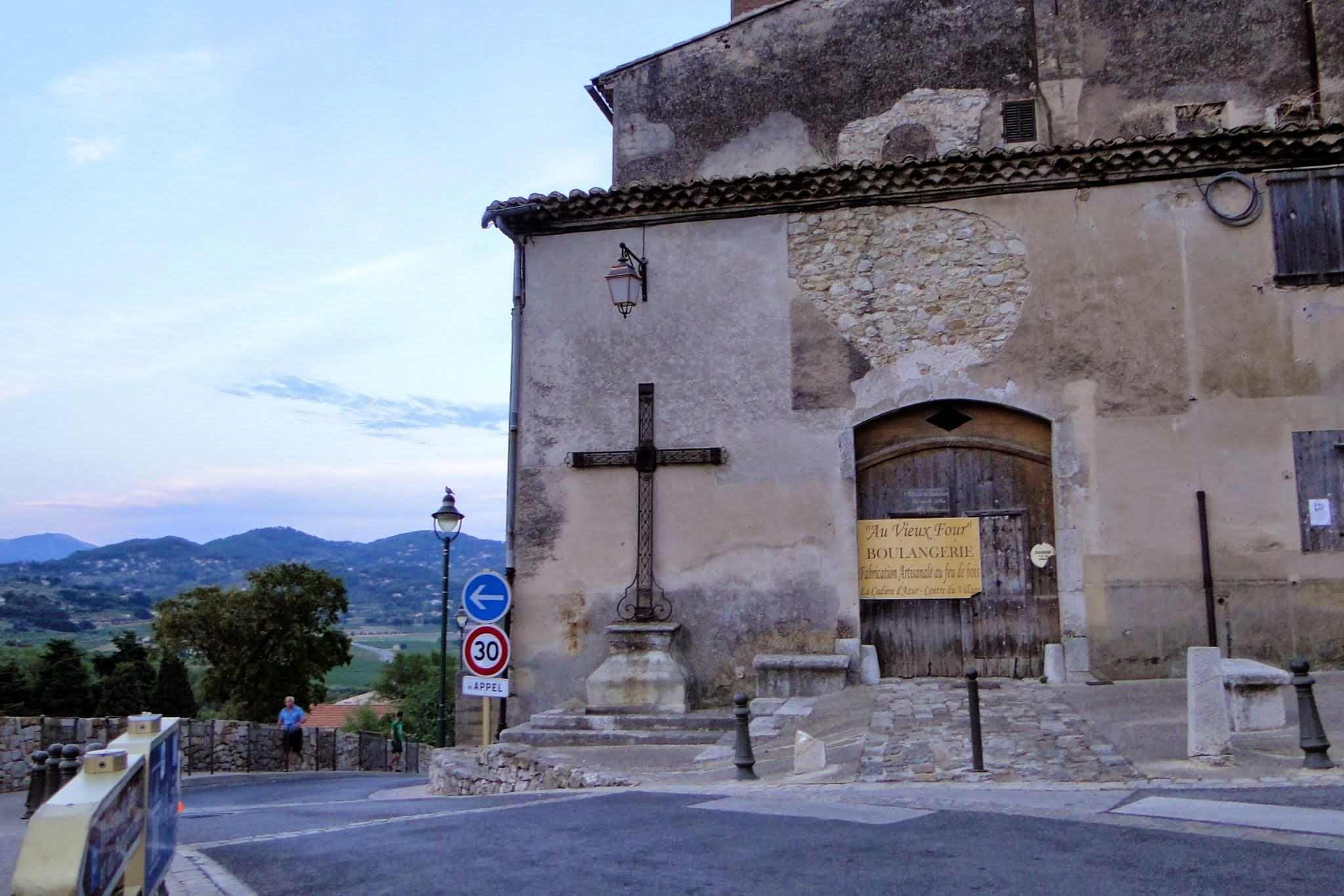
Antigua panadería

## Demografía
| 1587 | 1589 | 2044 | 2410 | 3139 | 4239 |
| Para los censos de 1962 a 1999 la población legal corresponde a la población sin duplicidades (Fuente: INSEE [Consultar]) |      |      |      |      |      |